# Lölhöffel von Löwensprung

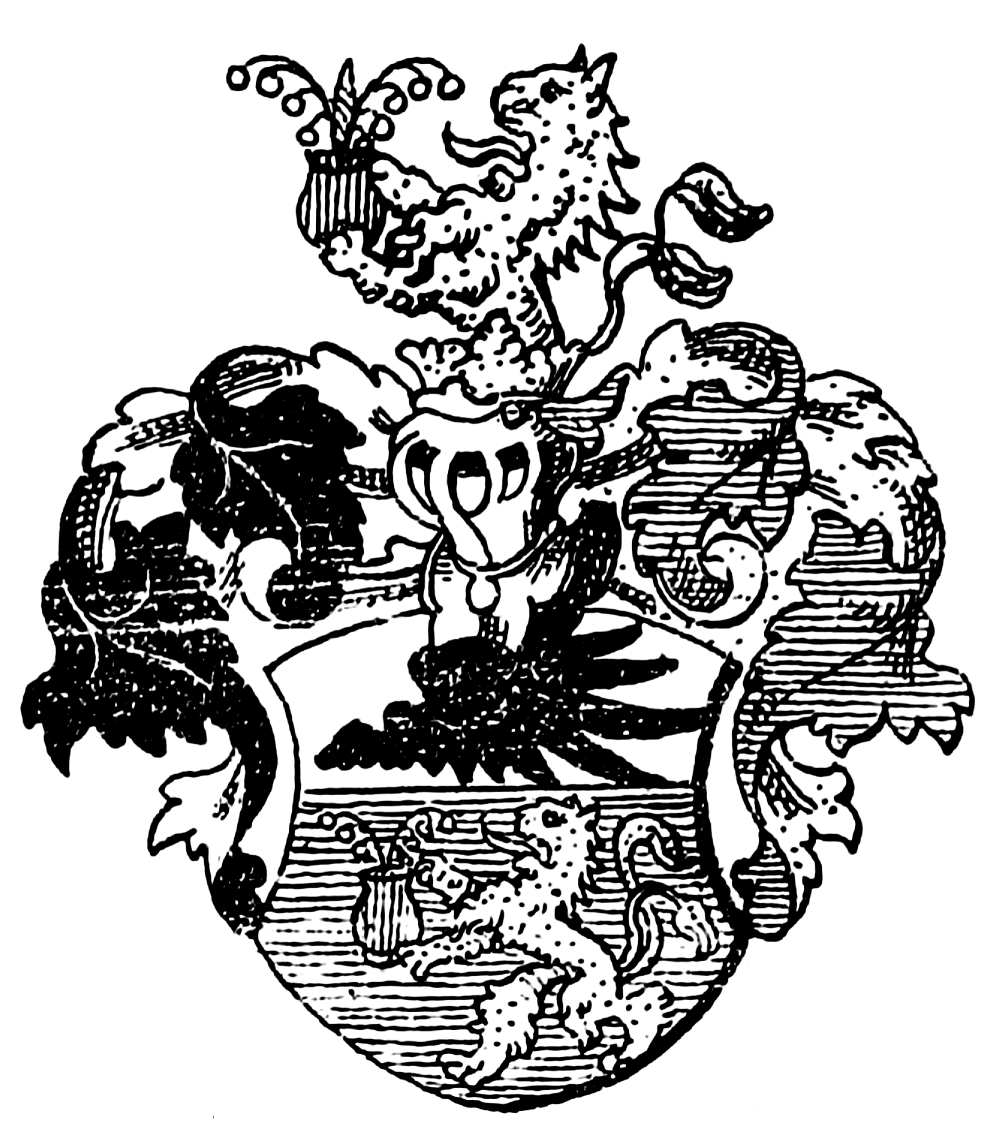
Wappen der Lölhöffel von Löwensprung

Lölhöffel von Löwensprung, auch „von Lölhöffel“, ist der Name einer ostpreußischen Adelsfamilie.

## Geschichte
Erster, 1516 aktenkundiger Vertreter war Petrus Lolhebel aus Elbing. Mehrere Linien bildeten sich in Königsberg (erloschen 1710), in Elbing (dort 1730 erloschen), Insterburg, Memel und Schlesien (erloschen um 1800). Johann Lölhöffel aus Elbing, Wundarzt und Hofmeister der Markgräfin von Brandenburg-Bayreuth, erlangte 1647 den Reichsadelsstand mit dem Prädikat „von Löwensprung“. Georg Friedrich Lölhöffel aus Insterburg, Königlich-Preußischer Hofrat und Gesandter in Warschau, erhielt dieses Prädikat 1713 für die preußische Linie verliehen.
Der preußischen (Memeler) Linie entstammte Heinrich Lölhöffel von Löwensprung (1705–1763), Königlich-Polnischer Hofrat und Leibarzt des Königs August III. in Warschau, der Constance Jauch (1722–1802) heiratete, Tochter des Generalmajors und Barockbaumeisters Joachim Daniel von Jauch (1688–1754). Sie polonisierte nach dem Tod ihres Mannes den Namen in „Lelewel“. Der Sohn aus dieser Ehe, Karol Mauricy Lelewel (1748–1830) ehelichte eine Nichte des Erzbischofs von Mahiljou und Katholischen Metropoliten Russlands Kasper Kazimierz Cieciszowski, erlangte das polnische Indigenat und wurde Mitglied des Sejm. Enkel Heinrich von Lölhöffels waren die polnischen Freiheitskämpfer Joachim Lelewel (1786–1861) und Jan Pawel Lelewel (1796–1847). Der weitere Sohn Prot Lelewel (1790–1884) nahm in den Napoleonischen Kriegen teil an der Völkerschlacht bei Leipzig, wurde Offizier der französischen Ehrenlegion und Träger des Ordens Virtuti Militari. Er schloss sich, um das Familienvermögen zu bewahren, nicht wie seine Brüder dem polnischen Novemberaufstand von 1831 an, wurde später leitender Kaiserlich-Russischer Zivilbeamter und verfasste Lebenserinnerungen. Ur-Urenkel von Heinrich von Lölhöffel ist der Nobelpreisträger für Literatur und Autor von „Quo vadis“ Henryk Sienkiewicz (1847–1916).
Im 19. und 20. Jahrhundert traten mehrere Mitglieder der Familie von Lölhöffel als preußische Generäle in Erscheinung.

## Wappen
Das Wappen zeigt in Blau einen goldenen Löwen, eine rote Vase mit silbernen Maiblumen in den Pranken haltend unter silbernem Schildhaupt mit schwarzem Adlerflug. Auf dem gekrönten Helm mit rechts schwarz-silbernen und links blau-goldenen Helmdecken der wachsende Löwe mit der Vase.

## Bekannte Familienmitglieder

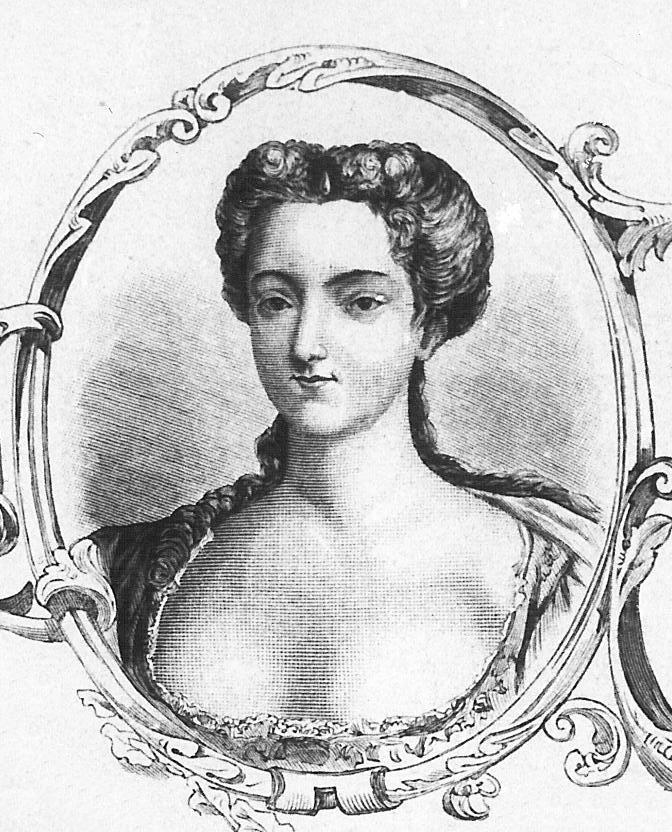
Constance von Lölhöffel geb. Jauch (1722–1802)

- Adolf Lölhöffel von Löwensprung (1841–1928), preußischer Generalmajor
- Erich Lölhöffel von Löwensprung (1845–1915), preußischer Generalleutnant
- Edith Lölhöffel von Löwensprung (1896–1941), deutsche Sportärztin
- Friedrich Wilhelm Lölhöffel von Löwensprung (1717–1780), preußischer Generalleutnant
- Hedwig von Lölhöffel (1913–1986) war Tochter von Erminia von Olfers-Batocki und letzte Besitzerin des Gutes Tharau. Sie schrieb u. a. Tharau liegt woanders. Ein Lied, ein Dorf und seine Menschen (Düsseldorf 1987). 1973 erhielt sie den Kulturpreis der Landsmannschaft Ostpreußen für Literatur.
- Helmut Lölhöffel (1944–2018), deutscher Journalist
- Jan Paweł Lelewel (1796–1847), Ingenieur in Polen und in der Schweiz
- Joachim Lelewel (1786–1861), Historiker und Mitglied der Polnischen Regierung 1830–1832
- Johann Christoph Lölhöffel von Löwensprung (1780–1836), preußischer Generalmajor
- Kurt Lölhöffel von Löwensprung (1844–1916), preußischer Generalmajor